# Родник Чокана Валиханова
Родник Чокана Валиханова (Кокбастау) — источник в национальном парке «Алтын-Эмель». Расположен в Кербулакском районе Алматинской области Казахстана, по дороге к поющим Барханам.

## Описание
Родник имени Чокана Валиханова расположен среди урочища у подножья гор Малый Калкан. В 1856 году путь великого ученого и путешественника пролегал из России в Кашгарию через территорию ныне существующего национально парка. На отдых экспедиция остановилась как раз на месте урочища, где расположен родник. С тех времён считается, что вода в роднике целебная и способна излечить от многих болезней.
...ночевали у ключа в песках, между гор Калкан, где попали в какую-то ложбину, которая кишела змеями, тарантулами, скорпионами, фалангами, и долго не могли забыть этого проклятого ночлега.Чокан Валиханов